# Raumo økonomiske region
Raumo økonomiske region (svensk: Raumo ekonomiska region, finsk: Rauman seutukunta) er en af de tre økonomiske regioner i landskapet Satakunda i Finland. Regionen ligger ud til Bottenhavet ved den sydlige del af Finlands vestkyst. 

## Kommuner
Regionen består af købstaden Raumo (Raumo er én af finlands ældste havnebyer, den gamle del af byen kom på UNESCO's Verdensarvsliste i 1991, bronzealderhøjene ved Lappi kom på listen i 1999) samt tre andre kommuner.
Alle fire kommuner i regionen er ensprogligt finske.
61°06′37″N 21°56′31″Ø / 61.11017°N 21.94188°Ø